# 第22回クリティクス・チョイス・アワード
第22回クリティクス・チョイス・アワードは、放送映画批評家協会（米国）によって2016年の映画を対象に贈られる賞で、2016年12月11日の授賞式で発表され、その模様はA&Eで放送された。授賞式はサンタモニカ空港内のバーカー・ハンガーで行われ、T・J・ミラーが司会を務めた。

## 受賞一覧

### 作品賞
- 『ラ・ラ・ランド』

### 監督賞
- デイミアン・チャゼル - 『ラ・ラ・ランド』

### 主演男優賞
- ケイシー・アフレック - 『マンチェスター・バイ・ザ・シー』

### 主演女優賞
- ナタリー・ポートマン - 『ジャッキー/ファーストレディ 最後の使命』

### 助演男優賞
- マハーシャラ・アリ - 『ムーンライト』

### 助演女優賞
- ヴィオラ・デイヴィス - 『フェンス』

### 若手俳優賞
- ルーカス・ヘッジズ - 『マンチェスター・バイ・ザ・シー』

### アンサンブル演技賞
- 『ムーンライト』

### オリジナル脚本賞
- デイミアン・チャゼル - 『ラ・ラ・ランド』、ケネス・ロナーガン - 『マンチェスター・バイ・ザ・シー』

### 脚色賞
- エリック・ハイセラー - 『メッセージ』

### 撮影賞
- リヌス・サンドグレン - 『ラ・ラ・ランド』

### 美術賞
- en:David and Sandy Reynolds-Wasco - 『ラ・ラ・ランド』

### 編集賞
- トム・クロス - 『ラ・ラ・ランド』

### 衣裳デザイン賞
- マデリーン・フォンテイン（英語版） - 『ジャッキー/ファーストレディ 最後の使命』

### メイクアップ賞
- 『ジャッキー/ファーストレディ 最後の使命』

### 視覚効果賞
- 『ジャングル・ブック』

### アニメーション映画賞
- 『ズートピア』

### アクション映画賞
- 『ハクソー・リッジ』

### アクション映画男優賞
- アンドリュー・ガーフィールド - 『ハクソー・リッジ』

### アクション映画女優賞
- マーゴット・ロビー - 『スーサイド・スクワッド』

### SF/ホラー映画賞
- 『メッセージ』

### コメディ映画賞
- 『デッドプール』

### コメディ男優賞
- ライアン・レイノルズ - 『デッドプール』

### コメディ女優賞
- メリル・ストリープ - 『マダム・フローレンス! 夢見るふたり』

### 音楽賞
- ジャスティン・ハーウィッツ - 『ラ・ラ・ランド』

### 楽曲賞
- City of Stars - 『ラ・ラ・ランド』

### 外国語映画賞
- 『エル ELLE』